# 騒音性難聴
騒音性難聴（そうおんせいなんちょう、Noise-induced hearing loss）とは、強大な音波が慢性的に曝露されることによって、内耳の蝸牛が障害を受けることで生じる感音性難聴である。慢性音響性聴器障害とも呼ばれ、徐々に進行し自覚症状は少ない。

## 概要
環境中の騒音に長期間晒されると数年から十数年を経過して（85dB(A) 1日8時間 5〜15年の期間を経て）発症する。発症メカニズムは未解明、ほとんどが職業性で重厚長大産業関連工場や空港などの騒音環境での就労者や居住者に多い。騒音環境での就労者は「騒音障害防止のためのガイドライン」によって、オージオメータによる250Hz、500Hz、1000Hz、2000Hz、4000Hz、8000Hz における聴力検査でスクリーニングされ医学的な所見に基づき、法律的な騒音性難聴の認定基準を踏まえて診断される。
- 典型症例は左右差がなく 4000Hz dip 型の感音難聴である[1]。高音性の耳鳴り、電子体温計のブザー音が聞こえない、など[1]。

## レジャー騒音
2018年10月にWHO欧州事務局は、上述のような就労環境や居住環境の受動的な騒音だけではなく、能動的な余暇活動の中で発生するレジャー騒音に対するガイドラインを発表した。これには、飲食店やフィットネスクラブなどでの音楽、スポーツイベントやコンサートの音楽、個人の端末で聞く音楽なども含まれる。
また、レジャー難聴のうち、ヘッドホンやイヤホンで大きな音を聞き続けることによって引き起こされるヘッドホン難聴ないしイヤホン難聴が問題視されつつあり、WHO（世界保健機関）は携帯型音楽プレーヤーやスマートフォンなどによる音響性難聴のリスクを指摘している。

## 1週間あたりの音曝露許容量
WHO（世界保健機関）とITU（国際電気通信連合）は2019年2月に連名で、安全な音量と聴取時間の上限についてのガイドラインを示し、1週間あたりの音曝露許容量を発表した。
| 音圧レベル dB（A）SPL | 成人（mode１） （1.6Pa^2h/週未満） | 小児（mode2） （0.51Pa^2h/週未満） | 音量の目安                                                         |
| 110                   | 2分20秒                            | 40秒                               | ロックコンサート前5列目                                            |
| 104                   | 9分22秒                            | 3分                                |                                                                    |
| 101                   | 18分45秒                           | 6分                                | 地下鉄の構内                                                       |
| 98                    | 37分30秒                           | 12分                               |                                                                    |
| 95                    | 75分                               | 24分                               | 電車内でイヤホンを使い音漏れするくらいの音量で音楽を聞いているとき |
| 92                    | 2時間30分                          | 48分                               |                                                                    |
| 89                    | 5時間                              | 1時間36分                          | パチンコ店内                                                       |
| 86                    | 10時間                             | 3時間15分                          |                                                                    |
| 83                    | 20時間                             | 6時間24分                          | 音量60％のレベルでイヤホンで音楽を聴いているとき                   |
| 80                    | 40時間                             | 12時間30分                         |                                                                    |
| 75                    |                                    | 40時間                             |                                                                    |

表中の音圧レベルをはるかに超えるような極めて極大な音曝露はたちどころに聴力障害を起こしうる。しかし、音曝露許容量を軽微に超過しても即座的な聴力低下には結びつかない。したがって、中長期的な感音性難聴が、音曝露に起因する騒音性難聴か、その他の原因によるものかを特定することは難しい。

## 補聴器の使用による騒音性難聴のリスク
難聴者は聴力を補助するために、しばしば補聴器を使用する場合がある。補聴器は音を大きくする装置であるから、難聴者が補聴器を装用することは騒音性難聴を被るリスクが伴う。難聴の程度が大きいほど補聴器の出力を大きくしなければならず、難聴が進行するリスクは著しくなる。。
補聴器は医薬品医療機器等法において管理医療機器に分類されているため、副作用又は機能の障害が生じた場合に人の生命及び健康に影響を与えるおそれがある機器とされている。難聴者が補聴器を安全に使用するためには、耳鼻咽喉科医の指導の下、適切に調整された補聴器を使用することが求められる。